# Anna Gottlieb

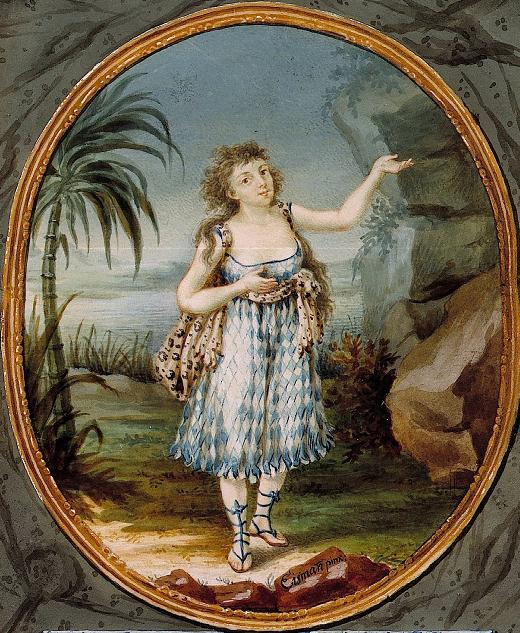
Anna Gottlieb als Azemi in Azemia oder die Wilden im Theater in der Leopoldstadt. Aquarell von Christian Eisemann, 1795.

Maria Anna Josepha Francisca Gottlieb, genannt Nannerl Gottlieb (* 29. April 1774 in Wien; † 4. Februar 1856 ebenda) war eine österreichische Opernsängerin (Sopran) und die erste Pamina in Wolfgang Amadeus Mozarts Zauberflöte.

## Leben
Anna Gottlieb wurde als eine von vier Töchtern des Schauspielers Johann Christoph Gottlieb (* 1737) und der Opernsängerin Maria-Anna Theyner (* 1745 in Roßwald; † 1798 in Wien) geboren. Im Alter von fünf Jahren hatte sie ihr erstes öffentliches Auftreten. Mit zwölf Jahren spielte sie die Barbarina in Wolfgang Amadeus Mozarts Oper Figaros Hochzeit.
Als Fünfzehnjährige sang sie die Rolle der Amande in Paul Wranitzkys Oper Oberon, König der Elfen  (in der Hauptrolle Mozarts Schwägerin und spätere Königin der Nacht Josepha Hofer,  sie führte Anna in die Gesellschaft ein). Ein erstes Engagement erfolgte an Emanuel Schikaneders Theater auf der Wieden, wo sie meist in Singspielen auftrat (z. B. Nadine in Der Stein der Weisen). 1791, als Siebzehnjährige, wählte Mozart sie für die Rolle der Pamina in seiner Zauberflöte aus, und dies wurde ihr größter Erfolg.

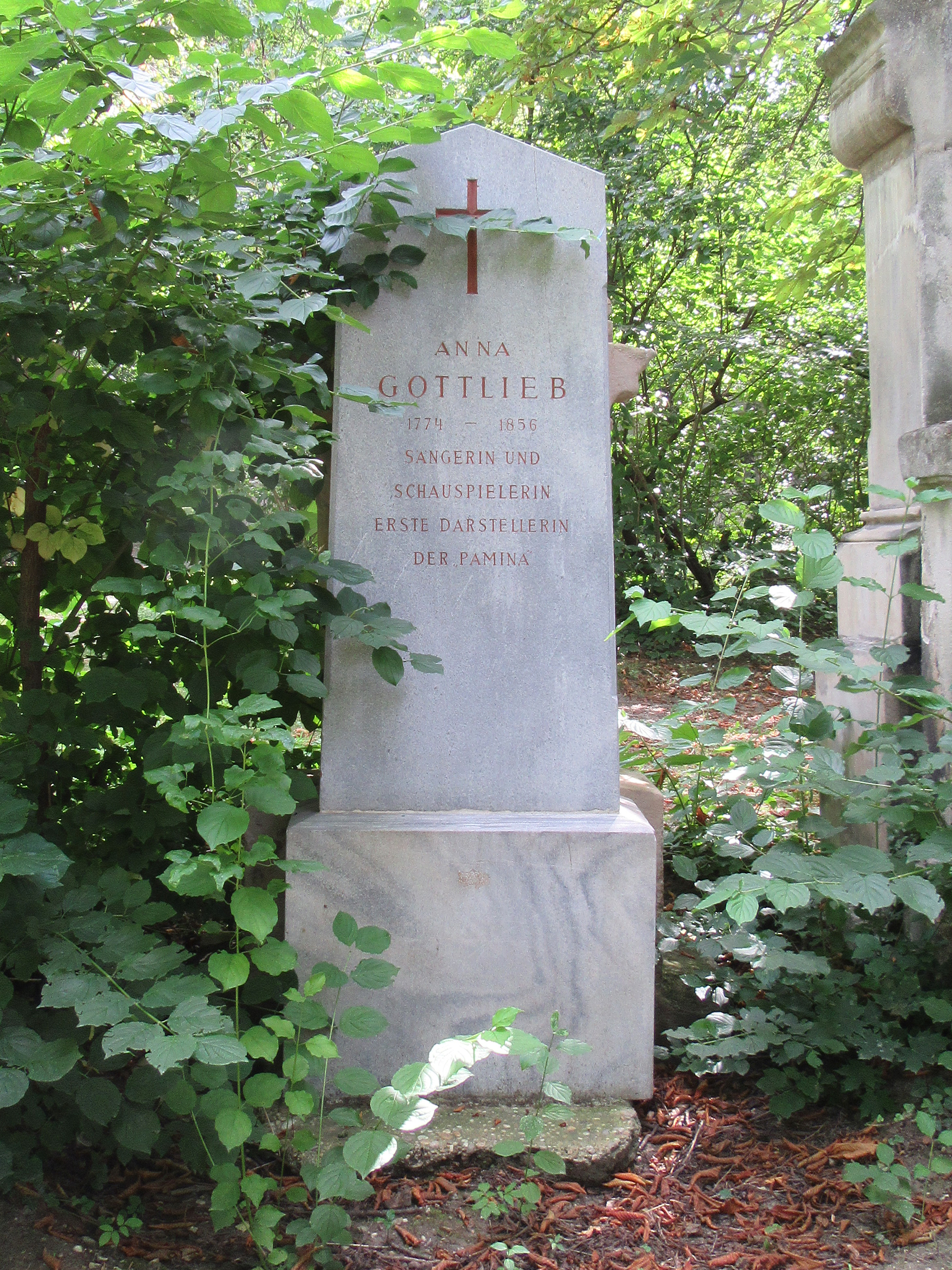
Grab von Anna Gottlieb auf dem St. Marxer Friedhof

1792 wechselte sie ans Theater in der Leopoldstadt, wo sie bis zum Jahr 1828 auftrat. Ihren größten Erfolg hatte sie in Ferdinand Kauers Stück Das Donauweibchen. Zwischen 1809 und 1813 zog sie sich wegen der Napoleonischen Kriege vorübergehend von der Bühne zurück, doch danach war ihre Stimme nicht mehr so wie früher. 1828 wurde sie aus dem Theater entlassen. Am 4. Februar 1856 starb Anna Gottlieb im Alter von 82 Jahren, eine Woche nach Mozarts 100. Geburtstag (zu dessen Feier sie noch eingeladen war). Sie blieb zeitlebens unverheiratet. Ihr Grab befindet sich auf dem Sankt Marxer Friedhof (Grab Nr. 4032) in Wien-Landstraße.